# Warley Wigorn
Warley Wigorn var en civil parish från 1866 till 1884 då den blev en del av Warley, Oldbury, Cakemore och Ridgacre, i grevskapet Worcestershire (nu West Midlands), i England. Denna civil parish hade 2 199 invånare år 1881.